# 丁毅 (明朝)
丁毅（?—?），字德剛，江浦（今屬江蘇）人。明朝醫學家。
丁鳳的先辈。一天在路上看到出殯隊伍，他見到棺材底下有流血，驚訝說：“此生人血也”。發現棺中的死者是一名孕婦。他用針刺入死者胸口，死者立即甦醒並產下一子。着有《兰阁秘方》、《医方集宜》、《玉函集》等。